# زنجیره احساسات
زنجیرهٔ احساسات (لهستانی: Kolejność uczuć) یک فیلم کمدی رمانتیک لهستانی به کارگردانی رادوسواف پیووارسکی است که در سال ۱۹۹۳ منتشر شد.

## گزیدهٔ بازیگران
- دانیل اولبریخسکی
- ماریا سورین
- ائوگنیوش پریویژینسف
- وویچیخ شمیون
- کریستینا تکاچ
- اِوا کاسپژیک
- آگنیشکا کروکووْنا